# Grethe Ingmann
Grethe Ingmann (17. lipnja 1938. – 18. kolovoza 1990.) bila je danska pjevačica.
Sa 17 godina je postala članica sastava Aushalf, te je pjevala na radiju. Nedugo nakon toga je upoznala jazz gitarista Jørgena Ingmanna, te su se 1956. vjenčali. 1961. je muž osnovao duo s njom, te napravio singl "Hello, Boy" koji je postao poznat u Njemačkoj.
Najveći uspjeh je doživjela 1963. kada je s mužem osvojila Euroviziju s pjesmom "Dansevise". To je bila prva danska i skandinavska pobjeda na Euroviziji. Osvojili su 42 boda (dva boda ispred drugoplasirane Švicarske koju je predstavljao Esther Ofarim s pjesmom "T'en va pas").
Sredinom 1960-ih je nastupala na šlager festivalima u Njemačkoj, ali je bila neuspješna. Unatoč neuspjehu do sredine 1970-ih je ostala u Danskoj, te bila uspješna u Skandinaviji. Godine 1979. se natjecala na nacionalnom izboru, ali nije prošla. Nakon toga više nije išla na Euroviziju. Krajem 1980-ih je oboljela od raka, te je 1990. umrla.